# Her Bounty
Her Bounty est un film muet américain réalisé par Joseph De Grasse et sorti en 1914.

## Fiche technique
- Réalisation : Joseph De Grasse
- Scénario : Ida May Park
- Date de sortie : États-Unis : 13 septembre 1914

## Distribution
- Pauline Bush : Ruth Braddon
- Joe King : David Hale
- Lon Chaney : Fred Howard
- Beatrice Van : Bessie Clay